# Альтенготтерн
Альтенготтерн (нем. Altengottern) — община в Германии, в земле Тюрингия.
Входит в состав района Унструт-Хайних, и подчиняется его управлению. Население составляет ↘1017 человек. Занимает площадь 18,17 км².
История Альтенготтерна восходит к средневековью, когда эта местность была частью обширных земель графства Гольштейн. Со временем поселение развивалось благодаря сельскому хозяйству и ремеслам, играя важную роль в региональной экономике.

## Население
| 2010 | 2017  |
| ---- | ----- |
| 1075 | ↘1017 |